# María Espinosa de los Monteros
María Espinosa de los Monteros (Estepona, 13 de maig de 1875—Alacant, 13 de desembre de 1946), el nom complet de la qual és María Espinosa de los Monteros y Díaz de Santiago, fou una activista en la lluita pels drets civils i polítics de les dones; va ser sòcia fundadora de la Asociación Nacional de Mujeres Españolas (ANME), de la qual va ser presidenta fins a 1924. Va dirigir, amb plens poders, la delegació a Espanya de la casa de màquines d'escriure Yost, fins que el 1921 va ser substituïda per un equip directiu compost per tres homes. Va ser designada per Miguel Primo de Rivera Orbaneja, el 1926, per exercir el càrrec de regidora a l'ajuntament de Segòvia.

## Orígens
María Espinosa de los Monteros va néixer a Estepona (Màlaga) el 1875. Filla d'Antonio Espinar Aguilar i Juana Díaz Martín, es va traslladar a Madrid amb la seva mare quan aquesta va contreure segones noces. María es va casar, el 1905, amb Antonio Torres Chacón. El matrimoni va tenir dos fills, Antonio i Álvaro. Sis anys després, el 1911, es va divorciar. Sent molt jove, es va convertir en directora general i presidenta de la casa de màquines d'escriure Yost Writing Machine Company, fabricades a Bridgeport (Connecticut, USA). La mecanografia obria un horitzó laboral nou. Per promocionar la marca, l'empresa va convocar un concurs de mecanografia, després de realitzar-lo va agrair públicament la col·laboració desinteressada de la representant a Espanya. El diari ABC de 5 d'octubre de 1912 reproduïa la notícia. El 1921, el mateix diari publicava la revocació de poders notarials atorgats a favor de María Espinosa i donava a conèixer el nom dels tres homes que integrarien del nou equip directiu. Els nous directius havien estat el cap de comptabilitat, el sotsdirector de Madrid i l'inspector de sucursals de províncies i van substituir María Espinosa, que n'havia estat la directora durant més de vint anys.
L'esperit empresarial l'havia portat, el 1911, al costat d'Ana Picard, a iniciar els tràmits per a la comercialització d'“Aguas de Morataliz”, que va ser autoritzada el 1915. A l'any següent, María Espinosa de los Monteros va ser escollida, per unanimitat, vocal de l'Associació de Propietaris de Balnearis.
El 1926 va ser designada per Primo de Rivera per exercir el càrrec de regidora a l'ajuntament de Segòvia. D'aquesta forma es va convertir en una de les primeres dones que exercien aquest càrrec, si bé no havien estat escollides democràticament.

## Activisme feminista
El 20 d'octubre de 1918 un grup de dones format a instàncies de Celsia Regis, va decidir reunir-se en el despatx de María Espinosa de los Monteros, per formar una organització feminista que van denominar Asociación Nacional de Mujeres Españolas (ANME). María Espinosa en va ser escollida presidenta. Entre les associades hi havia Benita Asas Manterola, Clara Campoamor Rodríguez, Elisa Soriano, Maria de Maeztu, Julia Peguero i Victoria Kent.
Sent-ne presidenta María Espinosa de los Monteros, el 1919, es va constituir el Consell Suprem Feminista integrat per cinc associacions: la Sociedad Progresiva Femenina, la Liga Española para el Progreso de la Mujer, l'ANME, la Sociedad Concepción Arenal de Valencia i l'Asociación La Mujer del Porvenir de Barcelona.
María Espinosa va ser «una dona de transició» en el desenvolupament del feminisme de la igualtat a l'estat, una d'aquelles dones que «apunten a la igualtat però encara parteixen de la diferència». En els seus escrits i conferències va defensar els drets civils, amb una "força intel·lectual" com la que s'aprecia en la conferència titulada “Influencia del feminismo en la legislación contemporánea", que va impartir davant la Reial Acadèmia de Jurisprudència i Legislació i en la revista de la qual està publicada, o en la que va pronunciar en el Col·legi d'Advocats de Barcelona, amb el tema «L'emancipació de les dones».
A partir de finals dels anys 20, quan Espinosa de los Monteros centrava la seva campanya en els drets civils, Benita Asas Manterola, en la seva funció de portaveu d'ANME, va començar a publicar a Mundo Femenino, una publicació de to reivindicatiu, i es produí una radicalització política cap a la igualtat i el sufragisme. Asas Manterola va succeir Espinosa de los Monteros en la presidència de l'associació.

## Premis i distincions
- Creu de l'Orde Civil d'Alfons XII pel Ministeri d'Instrucció i Belles Arts, el 1915. Va tenir per això tractament d'Excel·lentísima senyora.[9]
- Filla Predilecta d'Estepona el 27 de desembre de 1920, en reconeixement d'això un carrer duu el seu nom.
- També té un carrer amb el seu nom a Saragossa, Armilla (província de Granada) o Carrión de los Céspedes (provincia de Sevilla).
- La Societat d'obrers “La Benéfica Carloteña” de Vallecas, la va nomenar presidenta honorària el 20 d'abril de 1916.
- Premi Nacional María Espinosa, creat pel Ministeri de Cultura, mitjançant Ordre de 13 de setembre de 1978 (BOE de 25-07-1978, pàg. 22.378) i derogat per Ordre de 25 de juny de 1984, premià.[10]